# Обіцянка Богу
Обіцянка Богу — український мелодраматичний телесеріал. Прем'єра відбулася 1 квітня 2024 року на каналі 1+1 Україна. Є адаптацією однойменного південнокорейського серіалу.
У головних ролях: Валерія Ходос, Сергій Радченко, Юрій Феліпенко, Світлана Гордієнко. Продюсерки — Олена Єремєєва, Дарина Жукова та Галина Храпко.

## Сюжет
За сюжетом, успішна телеведуча Стася вагітною дізнається, що коханий зрадив їй з найкращою подругою. Спустошена зрадою найближчих людей, вона вирішує не розповідати про дитину майбутньому батькові. Минає час, Стася щаслива в новому шлюбі. Однак за кілька років їй доведеться зустрітись із колишнім та розкрити таємницю. У сина Стасі діагностують страшну хворобу, потрібен донор. Але ні Стася, ні батько дитини не можуть ним стати. Врятувати хлопчика може пуповинна кров рідного брата чи сестри. А для цього біологічним батькам потрібно народити ще одну спільну дитину. Так розпочинається історія боротьби за життя маленького хлопчика, яка змусить всіх героїв переосмислити життєві цінності.

## Актори
| Актор                | Роль |
| -------------------- | --- |
| Валерія Ходос        | Стася Левицька тележурналістка, мама Артема та Богдана. Приховає від Марка вагітність та ухвалить рішення виховувати дитину самотужки |
| Світлана Гордієнко   | Зоряна колишня найкраща подруга Стасі та дружина Марка. Намагається за будь-яку ціну отримати все, що є у Стасі                       |
| Юрій Феліпенко       | Марко Войтенко колишній футболіст, біологічний тато Артема та Богдана. Зрадив Стасю та одружився з Зоряною                            |
| Сергій Радченко      | Ілля Піддубний чоловік Стасі та прийомний батько Артема. Готовий терпіти все, аби тільки ті, кого він любить, були поруч              |
| Сергій Калантай      | Олександр Войтенко батько Марка |
| Олена Хижна          | Ніна Войтенко мати Марка |
| Ірина Островська     | Марина старша сестра Марка |
| Ірина Дорошенко      | Антоніна мати Стасі |
| Нікіта Балєв         | Артем син Марка та Стасі. У 8 років захворів на лейкоз                                                                                |
| Макар Ніколенко      | Артемко |
| Іван Мерзляков       | Богдан син Стасі та Марка |
| Богдан Рубан         | Роман син Марини |
| Клавдія Дрозд-Буніна | Єва |
| Марго Гура           | Лєра дівчина Артема |
| Надія Хільська       | Євгенія |